# فلاديمير أيلين (لاعب كرة قدم)
فلاديمير أيلين (بالروسية: Владимир Васильевич Ильин)‏ (15 يناير 1928 في روسيا - 17 يوليو 2009 في روسيا) هو مدرب رياضي ومدرب كرة قدم ولاعب كرة قدم روسي (وحمل سابقاً جنسية الاتحاد السوفيتي) في مركز الهجوم. لعب مع دينامو موسكو وFC Dynamo Kirov ‏ وFC Lokomotyv Kharkiv ‏.